# Larvae/L'avare - Diario di una messa in scena di Gabriele Lavia
Larvae/L'avare - Diario di una messa in scena di Gabriele Lavia è un documentario del 2003 diretto da Chiara Martina, Gianluca Paoletti e Domenico Zazzara, dietro le quinte dello spettacolo teatrale L'avaro di Molière, diretto e interpretato da Gabriele Lavia che ha debuttato al Teatro Verdi di Pisa il 30 ottobre 2003.

## Trama
L'opera ripercorre tutte le fasi della lavorazione, dalla lettura del testo fino alla Prima Nazionale al Teatro Verdi di Pisa, per ricostruire, attraverso una narrazione non strettamente cronologica, la genesi dello spettacolo. Vengono mostrate fasi differenti delle prove, spesso accostate tra di loro, e interviste agli attori protagonisti.